# أبو العنوز
أبو العنوز هو قرية يتتبعُ لمحافظة الأحساء في المنطقة الشرقية في المملكة العربية السعودية.

## الموقع
يقع وادي أبو العنوز بمدينة العمران في محافظة الأحساءـ يقع علي طريق زراعي متعرج يحده النخيل، يقع علي جنوب مٌنتزة الأحساء الوطني،ومن الشرق من جبل أبو حصيص، ولكن طريق غير معبد.

## السكان
هجرة السكان منذ فترة، ولم يعد يسكن فيه السكان.

## خدمات

### الزراعة
يتميز وادي أبو العنوز بالنخيل، حيث يوجد به أنواع عديدها من النخيل مثل الوادي الخلاص، والشيشي، والغر.